# 화지왕
화지왕(華智王, ? - 718년)은 일본 규슈 미야자키현 미사토정(美郷町)에 있는 미카도 신사(神門神社)의 전승(傳承)에만 등장하는 백제의 왕족으로, 정가왕의 아들이자 복지왕의 동생이다.

## 생애
전설에 따르면 백제 패망 후 화지왕은 아버지, 형과 함께 일본 나라현으로 망명했다. 그 후 9년 뒤인 672년에 일본 정권 내부 권력투쟁으로 내란이 일어나자, 이를 피해 나라현을 떠나 다시 배를 타고 피난을 떠나 난고손(南鄕村)에 정착했다. 그러나 정가왕 일족을 죽이기 위해 난고손까지 추격해 온 적군과 싸우다가 아버지와 함께 전사하고 말았다.

## 사후
화지왕은 쓰카노하라(塚の原)에 아버지 정가왕과 함께 묻혔다. 화지왕(華智王)으로 추숭(追崇)돼 현 휴가시(日向市)의 이사카신사(伊佐賀神社)에 모셔졌다.

## 가계
일설에는 그의 아버지 정가왕은 의자왕의 서자 또는 서손자라 한다.
- 아버지 : 정가왕(禎嘉王, ? - 718년)
- 어머니 : ?
  - 형 : 복지왕(福智王, 생몰년 미상)

## 같이 보기
- 의자왕
- 풍왕
- 부여 사
- 정가왕
- 복지왕

1. ↑  아시아씨이뉴스 - 일본열도에 분포된 유물 이야기 – 미야자키의 백제촌
2. ↑  '일본속 백제' 난고손 곳곳 정가왕 부자 발자취 느껴져 중도일보 2009.11.26